# Sentani jezik
Sentani jezik (ISO 639-3: set), istočnovogelkopski jezik kojim govori oko 30 000 ljudi (1996 SIL) iz plemena Buyaka u tridesetak sela kod jezera Sentani na indonezijskom dijelu Nove Gvineje.
S jezicima nafri [nxx] i tabla [tnm] čini podskupinu pravih sentani jezika. Postoje tri dijalekta istočni, zapadni i centralni sentani. nastava se u školi na njemu odvija od prvog do šestog razreda, a piše se na latinici. Leksički mu je 30% blizak jezik tabla [tnm].

## Vanjske poveznice
- Ethnologue (14th)
- Ethnologue (15th)